# Praha-Vršovice (nádraží)
Praha-Vršovice je železniční stanice, která se nachází převážně ve Vršovicích podél hranice Nuslí (Severní drážní věže a věž vedle mostu u Otakarovy ulice jsou na katastru Nuslí a mají nuselská popisná čísla), rozplety u severozápadního zhlaví v oblasti bývalé stanice Královské Vinohrady v ulici Pod Nuselskými Schody spadají do katastru Vinohrad. Nádražní budova se nachází na adrese Ukrajinská 304/2b.

## Poloha

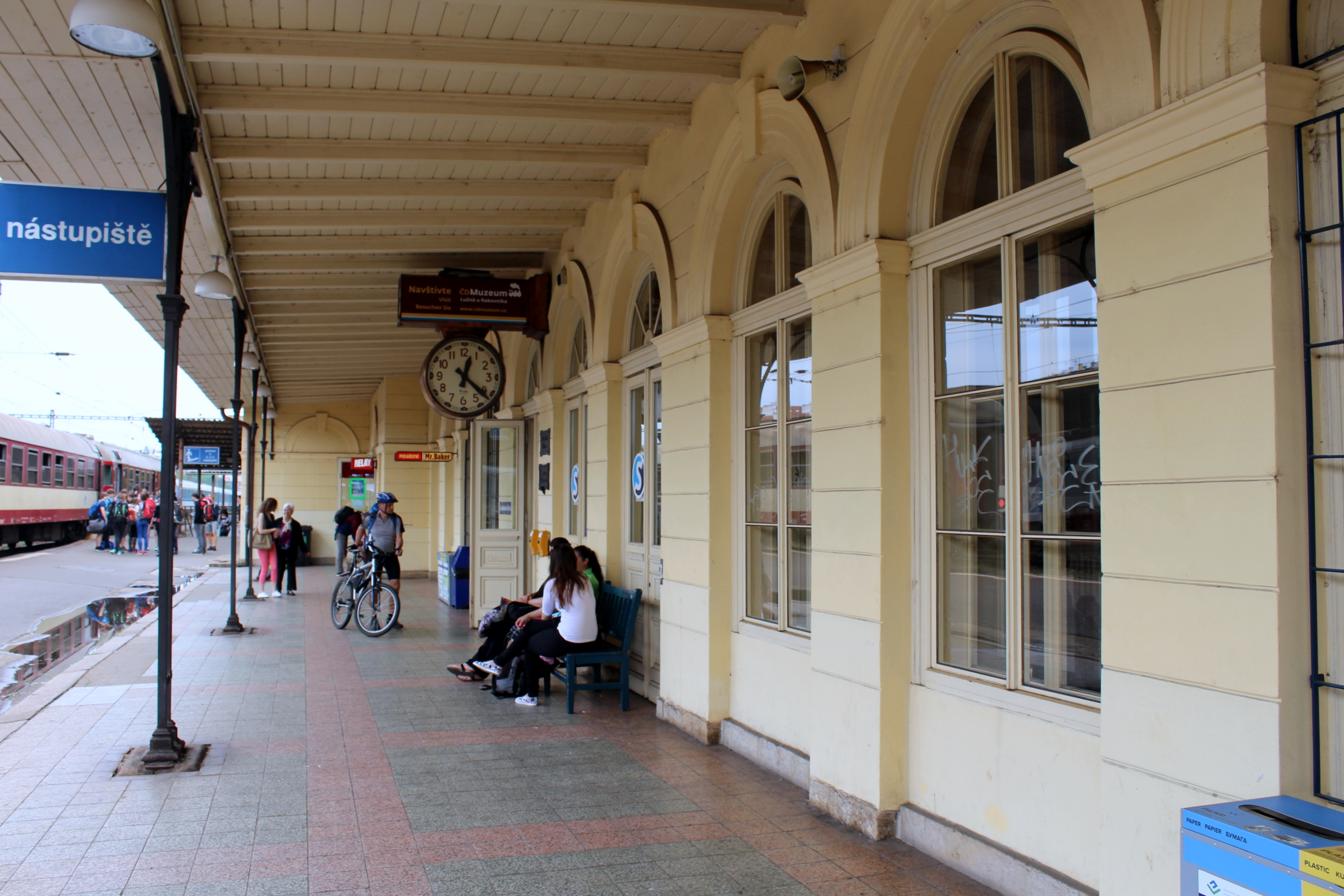
Nástupiště

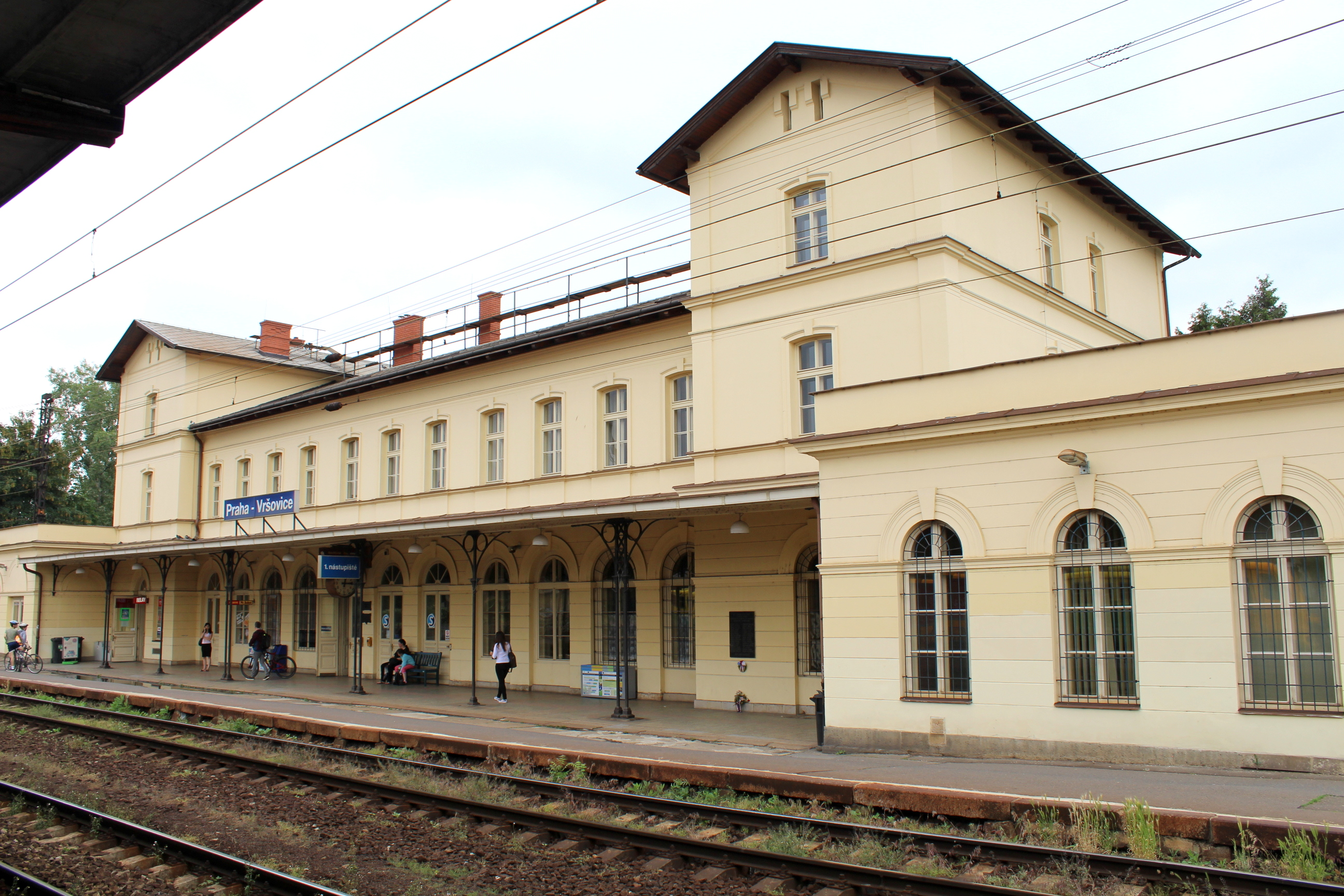
Nádražní budova a část kolejiště

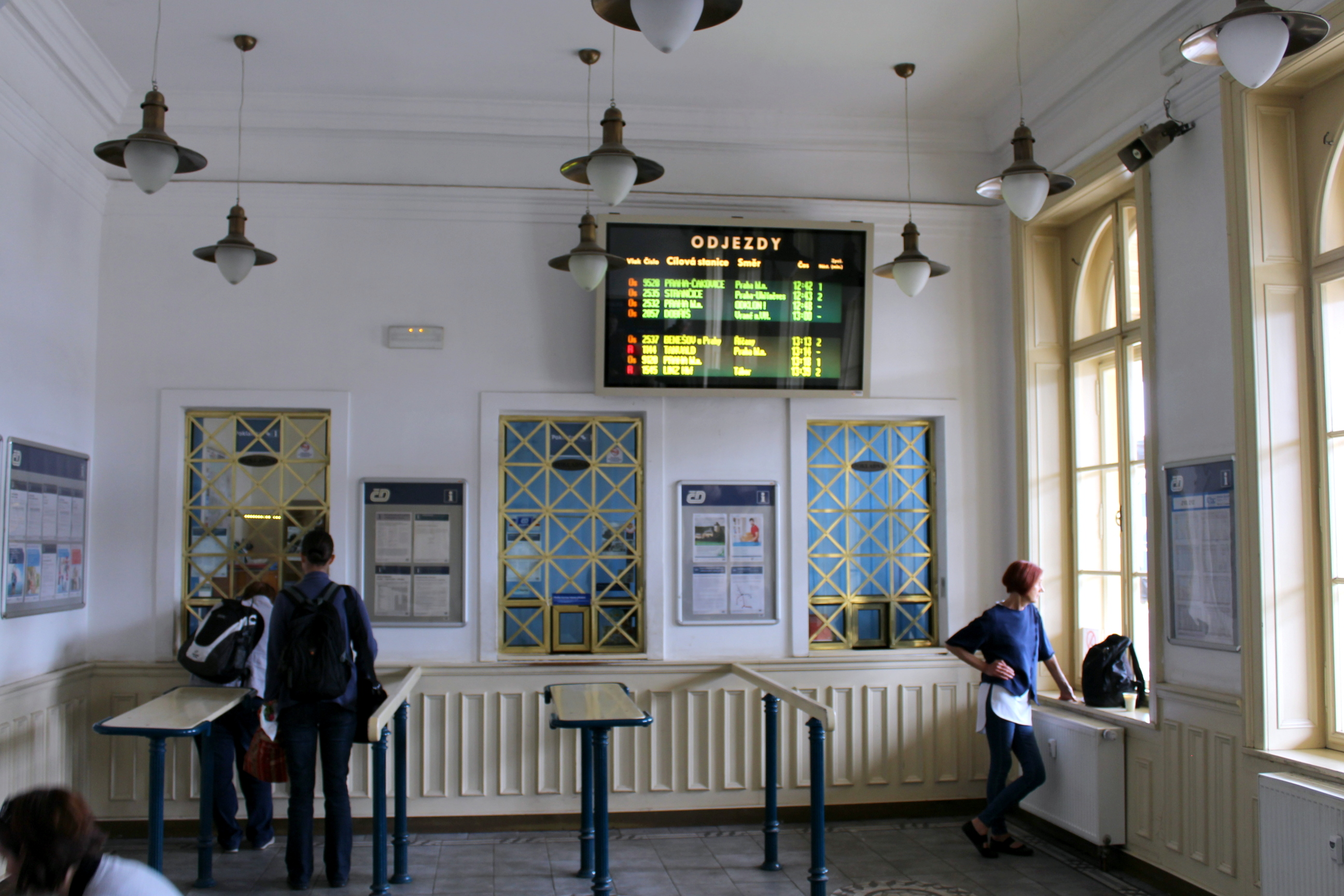
Pokladny

Nádraží leží na trati 220 z Prahy hlavního nádraží do Českých Budějovic, jejíž příměstský úsek do Benešova u Prahy je uveden v souhrnném jízdním řádu pod číslem trati 221. Trať je součástí celostátní dráhy. Ve stanici začíná regionální dráha 210 na Dobříš a do Čerčan, původně místní dráha Nusle–Modřany, později po prodloužení zvaná Posázavský Pacifik. Od doby výstavby Nového spojení byla stanice uvedena i v tabulce jízdního řádu trati 011 do Kolína a 010 do České Třebové, protože některé rychlíky z této trati byly přes Prahu vedeny po nákladní trati přes Malešice, která do té doby v jízdním řádu osobních vlaků uvedená a číslovaná nebyla. Osobní nádraží (v zahradách  Nuselského zámku) tvořilo celek se seřaďovacím nádražím Praha-Vršovice, táhnoucí se až do Strašnic, v (do) jehož prostoru byla v letech 2018–2020 přeložena trať směrem na České Budějovice.

## Historie

### Konec devatenáctého století – první republika

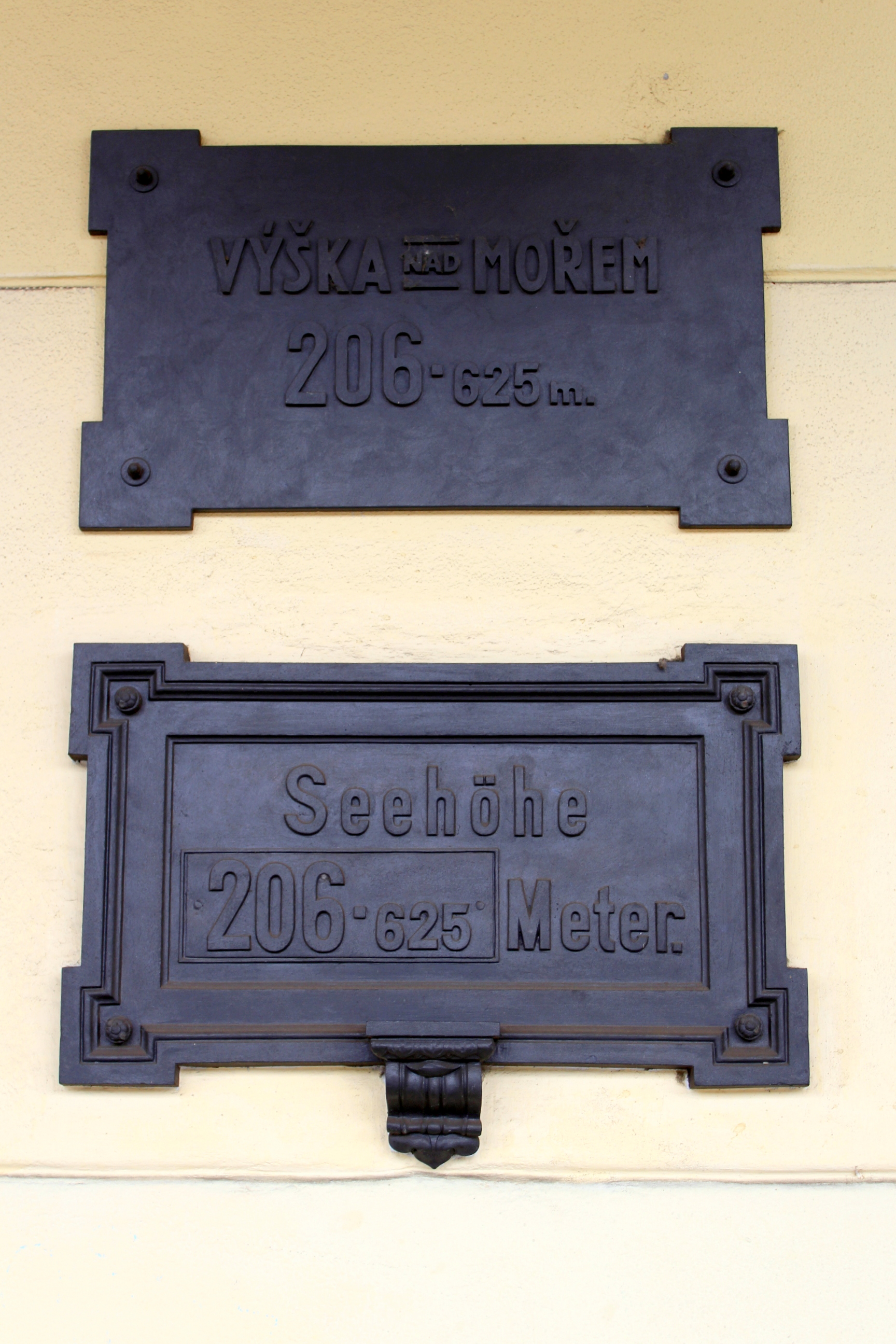
Dvojjazyčné informační tabulky v českém a německém jazyce z doby společné monarchie s informací o nadmořské výšce

Ačkoliv trať z Prahy do Budějovic uvedla soukromá společnost KFJB do provozu již v roce 1871, zpočátku první stanicí po Praze byla až Hostivař. Až 1. března 1882 bylo uvedeno do provozu nádraží Nusle a roku 1886 bylo dokončeno seřaďovací nádraží. Osobní nástupiště a nádražní budova byly na vršovické straně dráhy, kolejiště a budovy nákladového a seřaďovacího nádraží na nuselské straně. 1. listopadu 1882 byla do nádraží zaústěna i nová spojka od Vyšehradu, vedoucí z Nuselského údolí přes železniční mosty v Křesomyslově (tehdy nuselské Soběslavově) a Bělehradské ulici. Menší most, dosud funkční, byl zbudován i v Závišově ulici v areálu Nuselského pivovaru. Nádraží Nusle místní dráhy do Modřan (dnes trať 210), zprovozněné rovněž roku 1882, leželo původně asi půl kilometru blíže k Bohdalci, ale brzy bylo přemístěno do nádraží dráhy císaře Františka Josefa a jeho původní objekty byly opuštěny. Mezitím byla říšským zákonem číslo 51 z 8. dubna 1884 KFJB zestátněna a provozovatelem se staly c. k. rakouské státní dráhy KkStB. 1. října 1888 přibyla na trati ještě nedaleká zastávka Královské Vinohrady u Nuselských schodů. Roku 1899 byla stanice i její výtopna Nusle dále rozšířena. V sobotu 21. prosince 1918 tudy projížděl nedlouho po poledni zvláštní vlak o devatenácti vagonech, přivážející prezidenta Masaryka s doprovodem do osvobozené vlasti. Vlak nezastavil, pouze zpomalil, aby mohl pan prezident shromážděné občany z okna vlaku pozdravit. Roku 1919 byla zprovozněna nákladní trať z nádraží Nusle-Vršovice na libeňské horní nádraží. 31. prosince 1919 bylo uvedeno do provozu nové seřaďovací nádraží, táhnoucí se až do Strašnic, přes jehož plochu byl již roku 1913 zřízen příhradový most od Vršovic na Bohdalec. Bývalé nuselské nádraží, jehož budova dosud slouží v Ukrajinské ulici, spojovala železniční vlečka také s Nuselským pivovarem. Podchod zbudovaný na osobním nádraží za první republiky (dosud sloužící) nebyl však tehdy dokončen a na nuselské straně uzavřen.

### Pražské povstání (květen 1945)
V sobotu 5. května 1945 po vypuknutím pražského květnového povstání se velení ilegální vojenské odbojové (povstalecké) skupiny Trávnice přesunulo do prostoru vršovického nádraží a po dohodě s přednostou nádraží vrchním inspektorem R. Hladíkem zde bylo ještě téhož dne ve 22.00 zřízeno v místnostech ČSD povstalecké velitelství. To podchycovalo spontánně probíhající akce železničářů a lidových dobrovolníků, kteří se aktivovali na tomto úseku, formovalo z nich jednotky dobrovolníků, vyzbrojovalo je a poskytovalo jim základní bojový výcvik. Povstalečtí zbrojíři Trávnice spolu s dělníky z vršovického závodu ETA (dislokovaného v těsné blízkosti vršovického nádraží na katastru Nuslí) postupně vytvořili (nebo přestavěli) ve Vršovicích, poblíž mostů u Edenu, několik souprav improvizovaných obrněných vlaků. Základ těchto vlakových souprav tvořily většinou ukořistěné německé vlaky, které dobyli povstalci na různých místech Prahy. Bojového zodolnění vagonů a lokomotiv se dosahovalo dodatečně přidávanými pancéřovými pláty. Palebnou sílu vlaků zajišťovaly většinou ukořistěné německé protiletadlové rychlopalné kanóny ráže 30 mm a trojhlavňové velkorážní kulomety (ráže 15–22 mm) umísťované v betonových skružích na plošinových vagonech. Obrněné vlaky operovaly v úseku vršovického nádraží a zasáhly i do bojů na jiných místech celé pražské povstalecké jihovýchodní fronty (ve Vršovicích, Nuslích, Michli a na Spořilově).

### Sedmdesátá léta 20. století – rok 2008

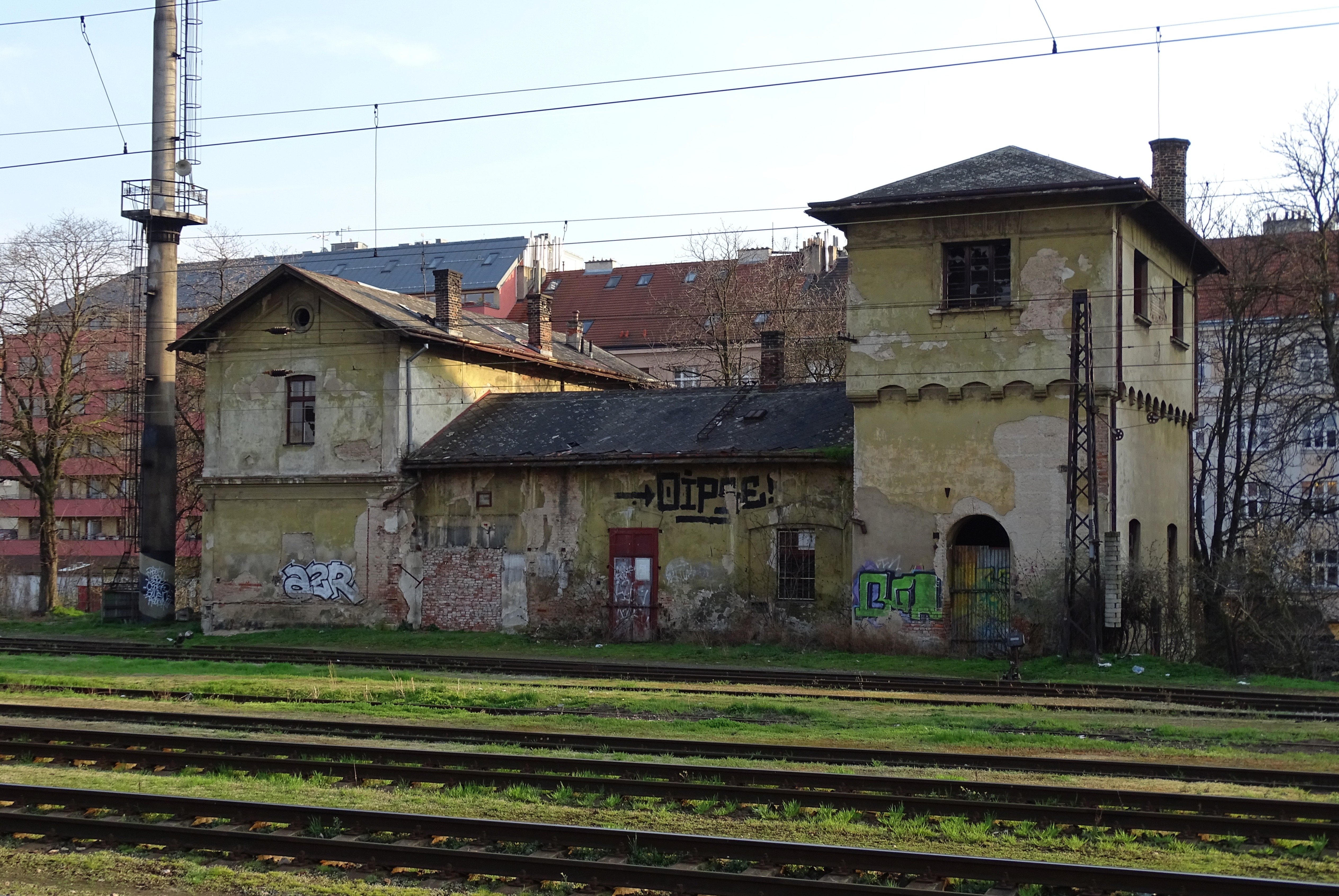
Provozní budova na nuselské straně (Ukrajinská 305/3)

V 70. letech 20. století prošlo seřaďovací nádraží komplexní přestavbou a modernizací. Původně měla být zbourána i stávající budova osobního nádraží, nakonec zůstala zachována, ale byla k ní přibudována přízemní hala s pokladnami; vybudovány byly podchody a krytá nástupiště, Otakarova ulice v Nuslích (celá jihovýchodní strana ulice směrem k náměstí, včetně budov Výzkumného ústavu dřevařského, byla „odstřelena“ v roce 1967) byla přeložena a rozšířena a překlenul ji nový vzpěradlový most pro automobily i MHD. Pod starým sousedním mostem jezdí pouze automobily a protéká částečně zakrytý potok Botič od Grébovky do Nuslí.
Stanice se někdy před rokem 1987 stala kolektivním nositelem vyznamenání Za zásluhy o výstavbu.
Od roku 2003 je ve stanici nainstalován hlasový a vizuální informační systém pro cestující mikroVOX HIS Voice, který ohlašuje příjezdy, odjezdy vlaků a další informace. V roce 2002 byly staniční budova a provozní budova zapsány do seznamu kulturních památek. Během let 2007 a 2008 prošla nádražní budova rekonstrukcí, při níž byla odstraněna přístavba ze 70. let 20. století, a slavnostně byla znovuotevřena 10. října 2008.

## Současnost a budoucnost
Nádražím procházejí vlakové linky Esko Praha č. S9, S8 a S88. Před nádražím lze přestoupit na tramvajové linky v zastávce Nádraží Vršovice, nedaleko je autobusová zastávka Ukrajinská na linkách spojujících Vršovice, Nusle a Michli. Roku 2011 byla před nádraží po mnoha letech plánů prodloužena autobusová linka 193 směrem od Pankráce a Nuslí. Od roku 2021 tam jezdí od Nuselské radnice přes náměstí Bratří Synků také tramvajová linka č. 19.
V roce 2018 začala celková rekonstrukce kolejí, rekonstrukce nástupišť a stavba čtvrtého nástupiště a prodloužení podchodu do Bartoškovy ulice v Nuslích. Nový podchod do Nuslí, otevřený do malého náměstíčka s parkem v Bartoškově ulici, poblíž nuselských ulic Pernštejnských, Rostislavovy, U Křížku, Čestmírovy a Mojmírovy, byl zprovozněn v roce 2021. V budoucnu by také přes nedaleké nuselské náměstí Bratří Synků měla vést linka D pražského metra.

## Dřívější názvy[11]
- 1882–1912 	Nusle-Wrschowitz (do 1902 Nusle)
- 1912–1918 Wrschowitz-Nusle
- 1918–1939 Vršovice-Nusle (od 1922 Praha-Nusle)
- 1939–1941 Werschowitz-Nusl / Vršovice-Nusle
- 1941–1945 Prag-Werschowitz / Praha-Vršovice
- 1945–dosud Praha-Vršovice

## Galerie

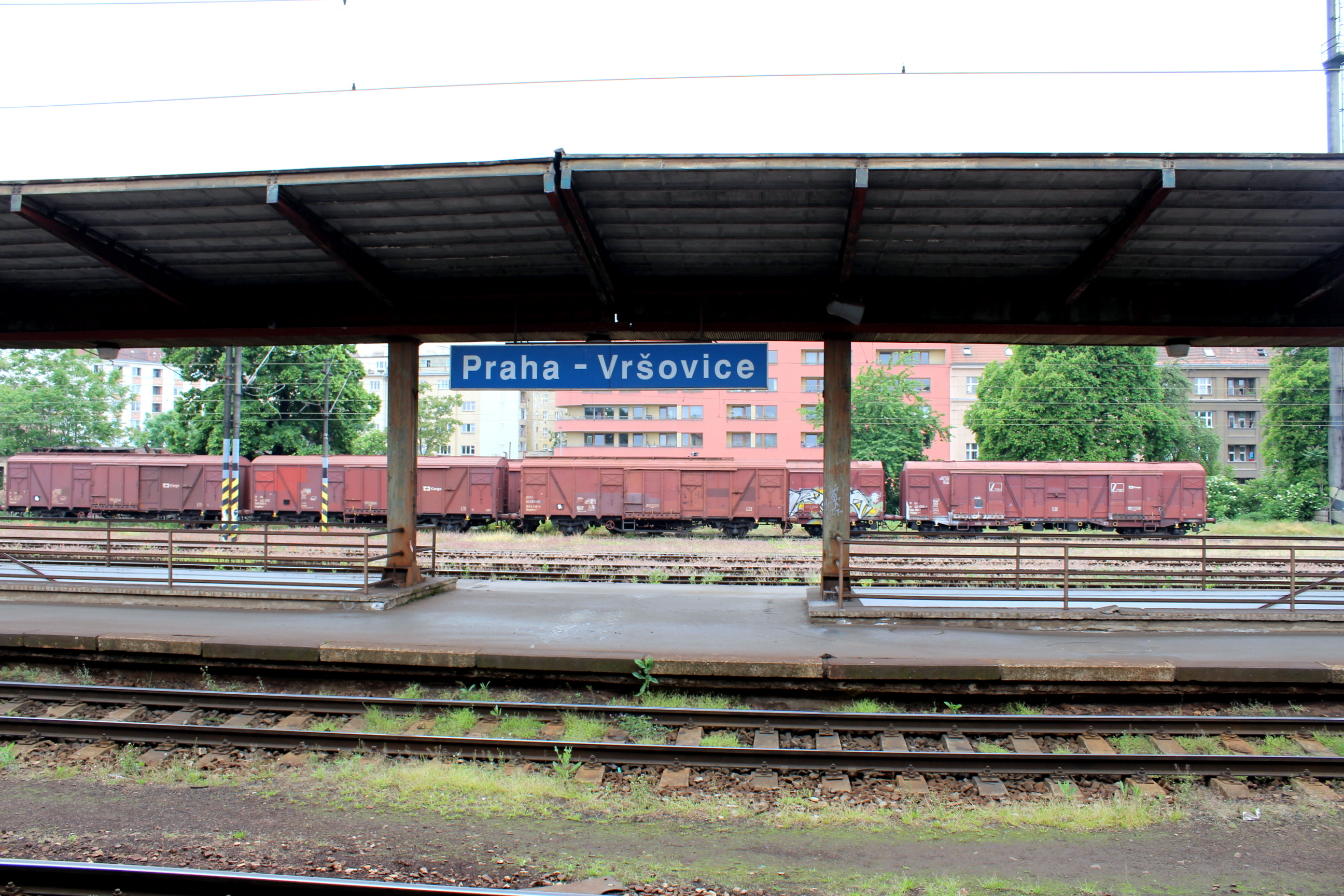
Nákladní vlaky na nádraží
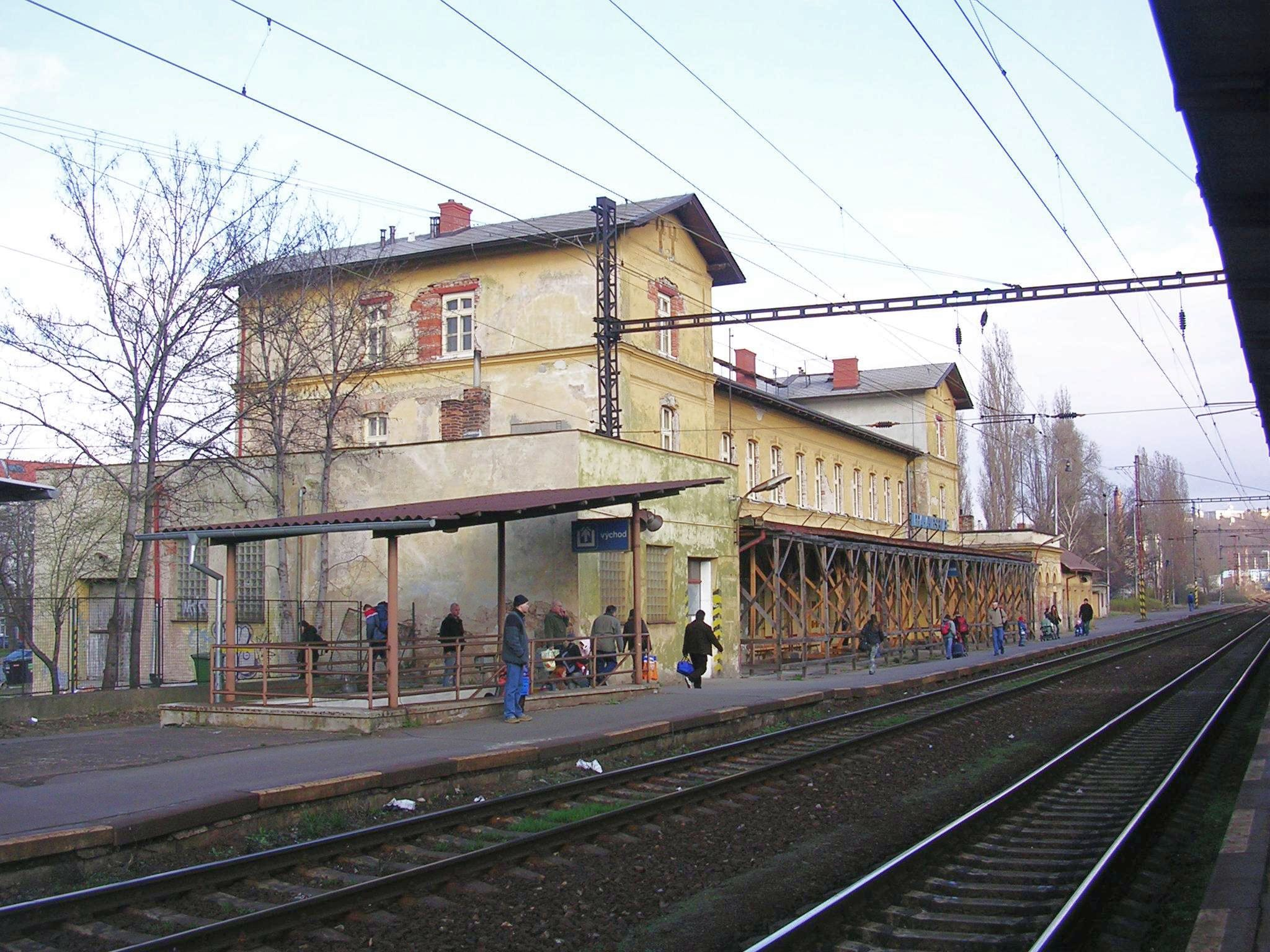
Stav před rekonstrukcí
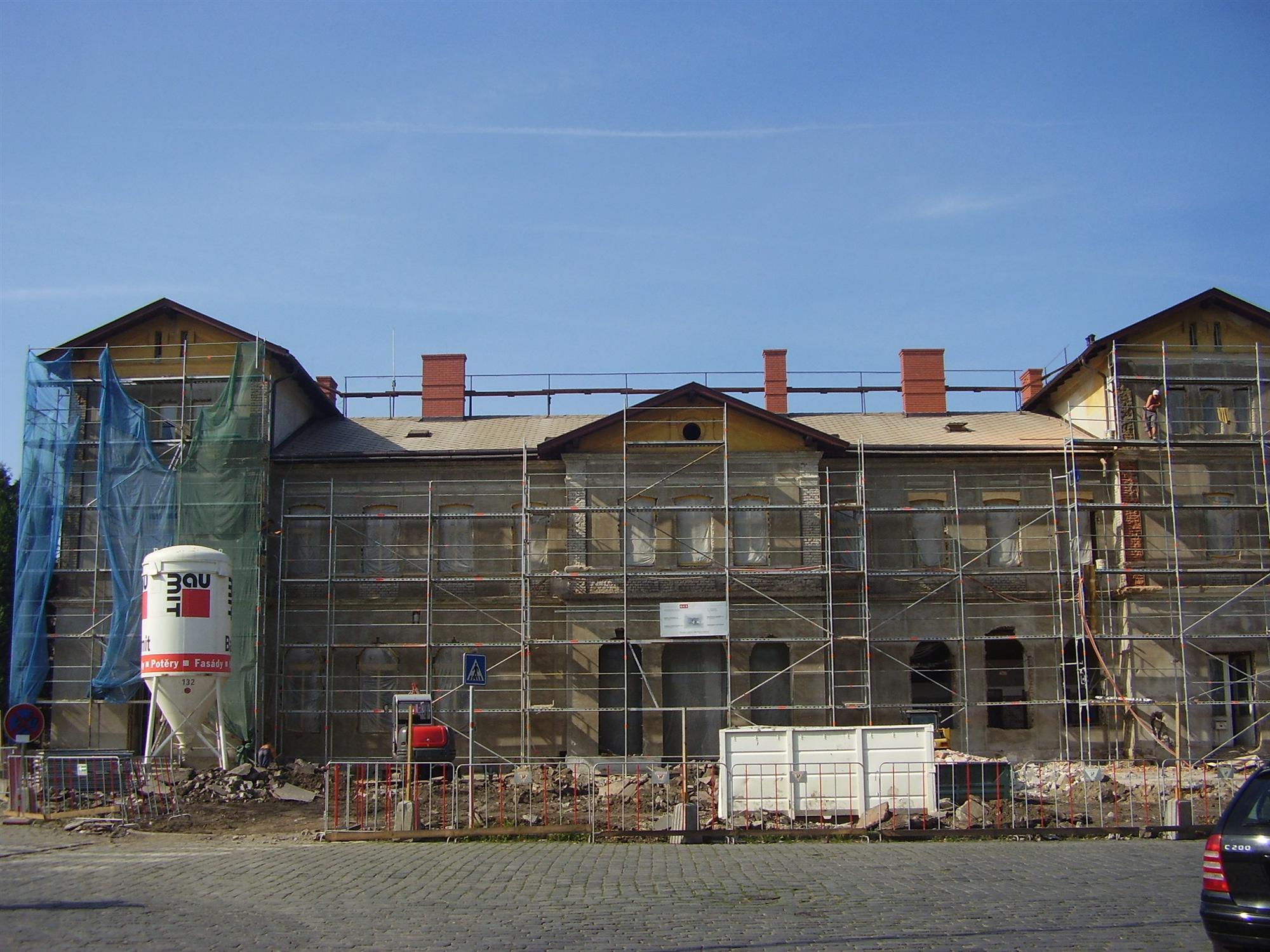
Nádraží během rekonstrukce v červenci 2008
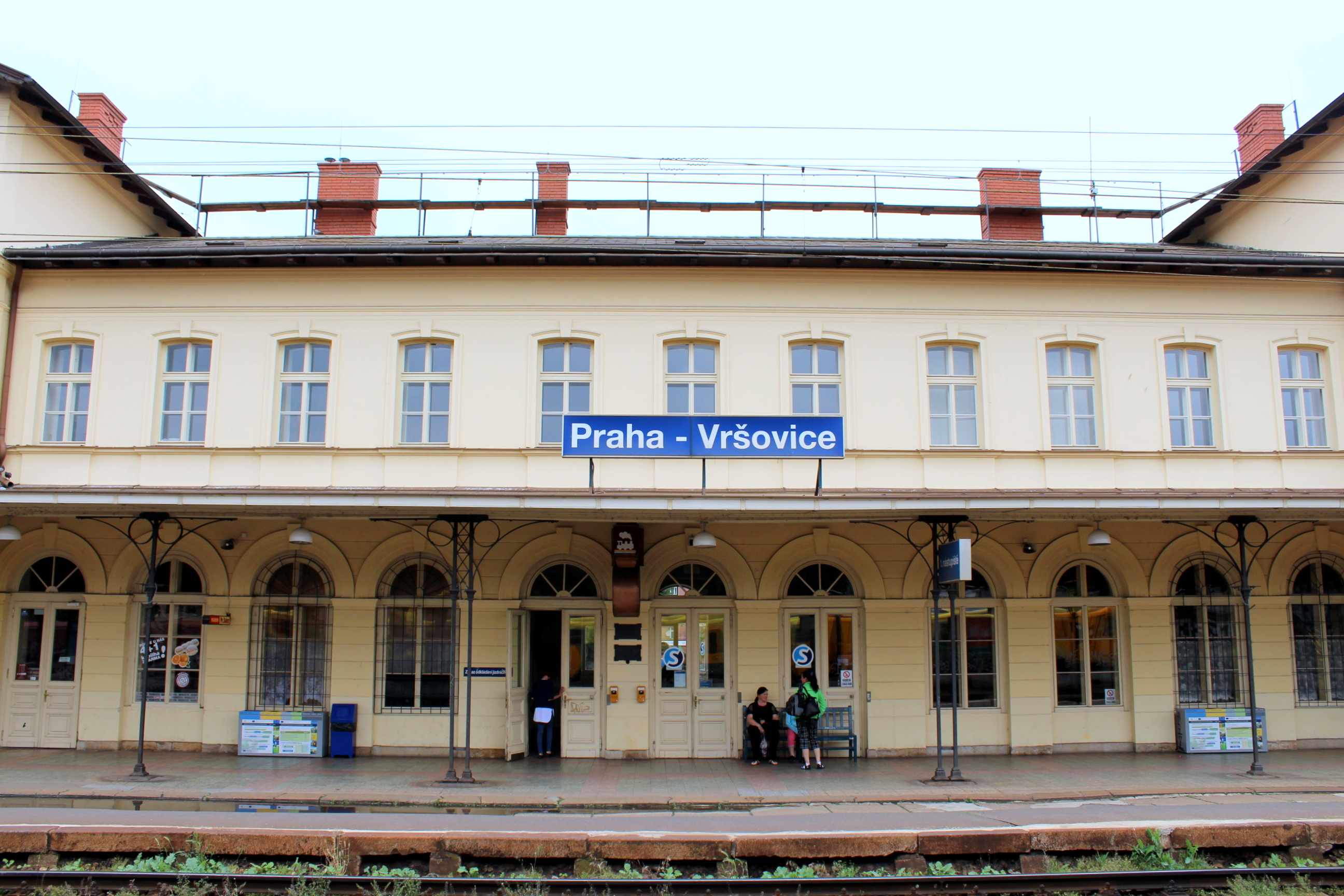
Nádraží po rekonstrukci, červen 2016
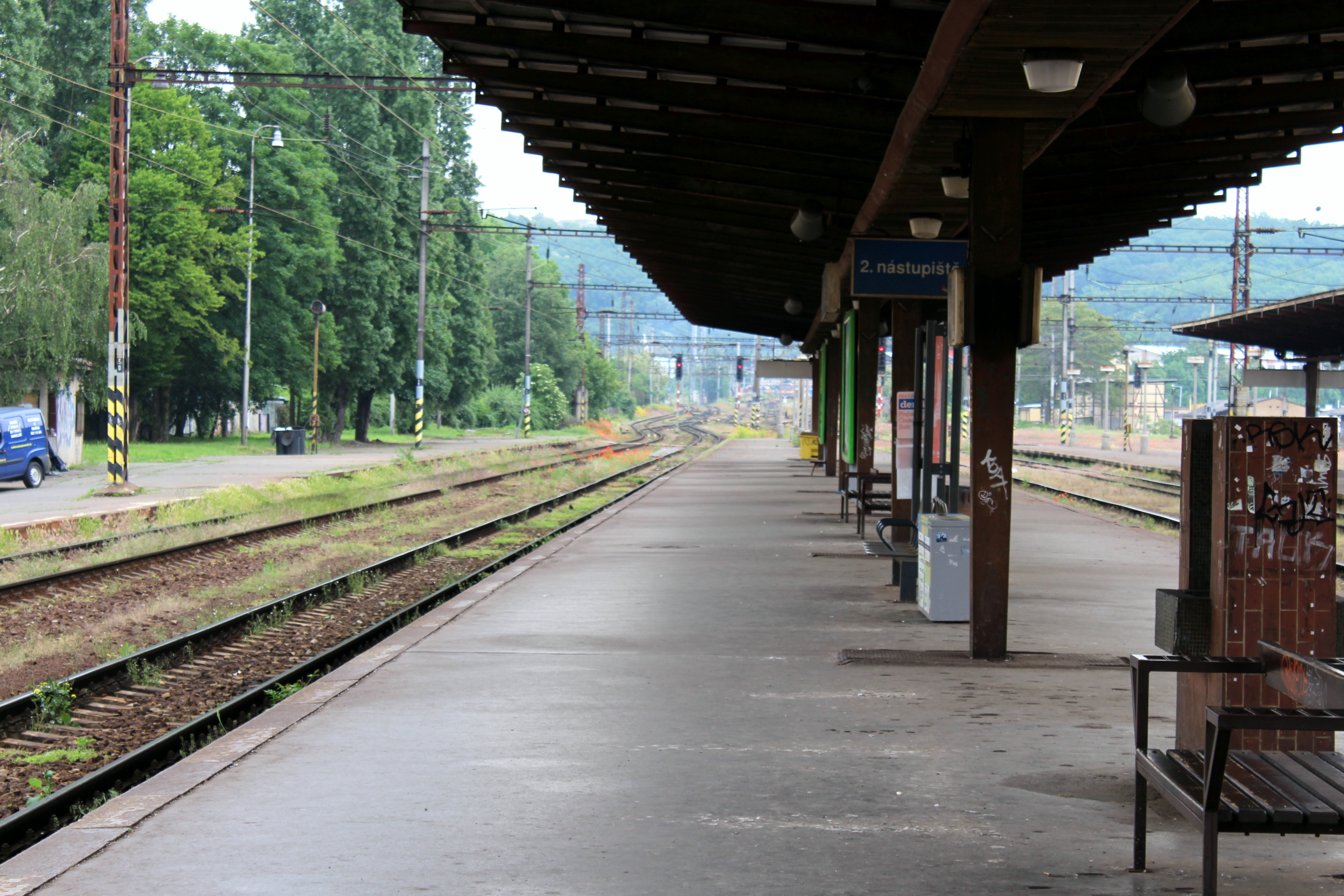
Stará nástupiště, která se v roce 2021 dočkala revitalizace
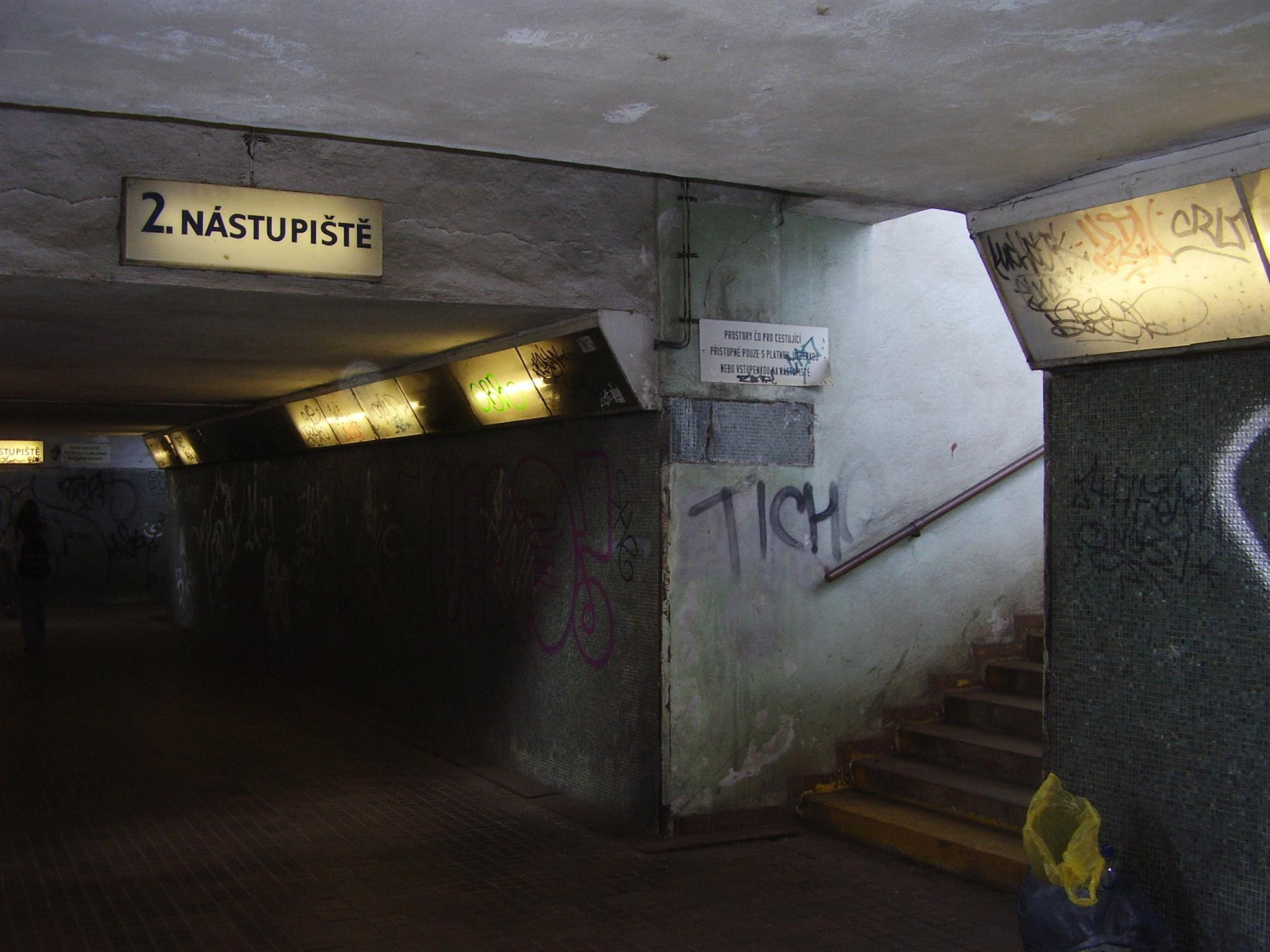
Původní podchod na druhé nástupiště
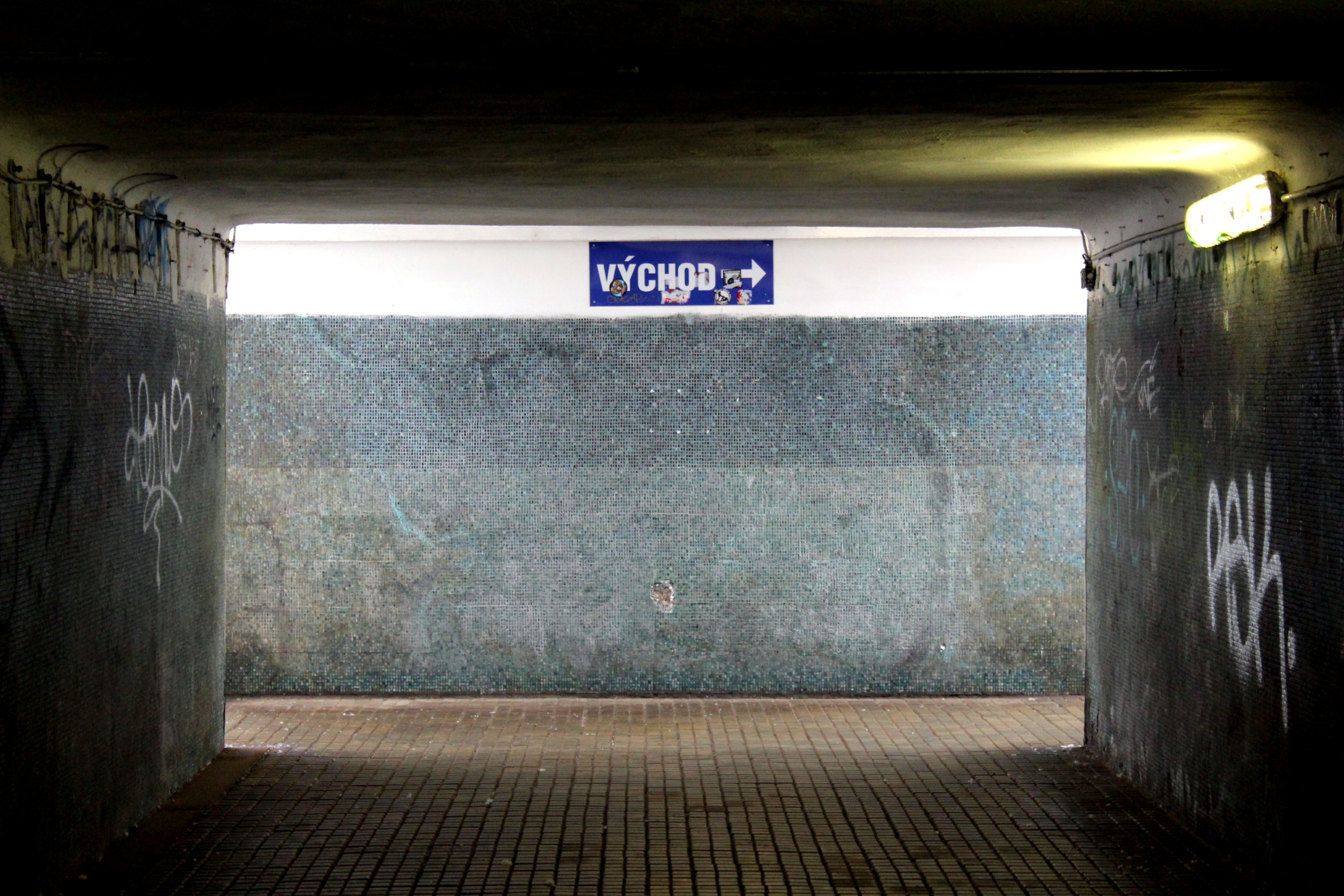
Původní podchod. Nový v jeho místech vede až do Nuslí.
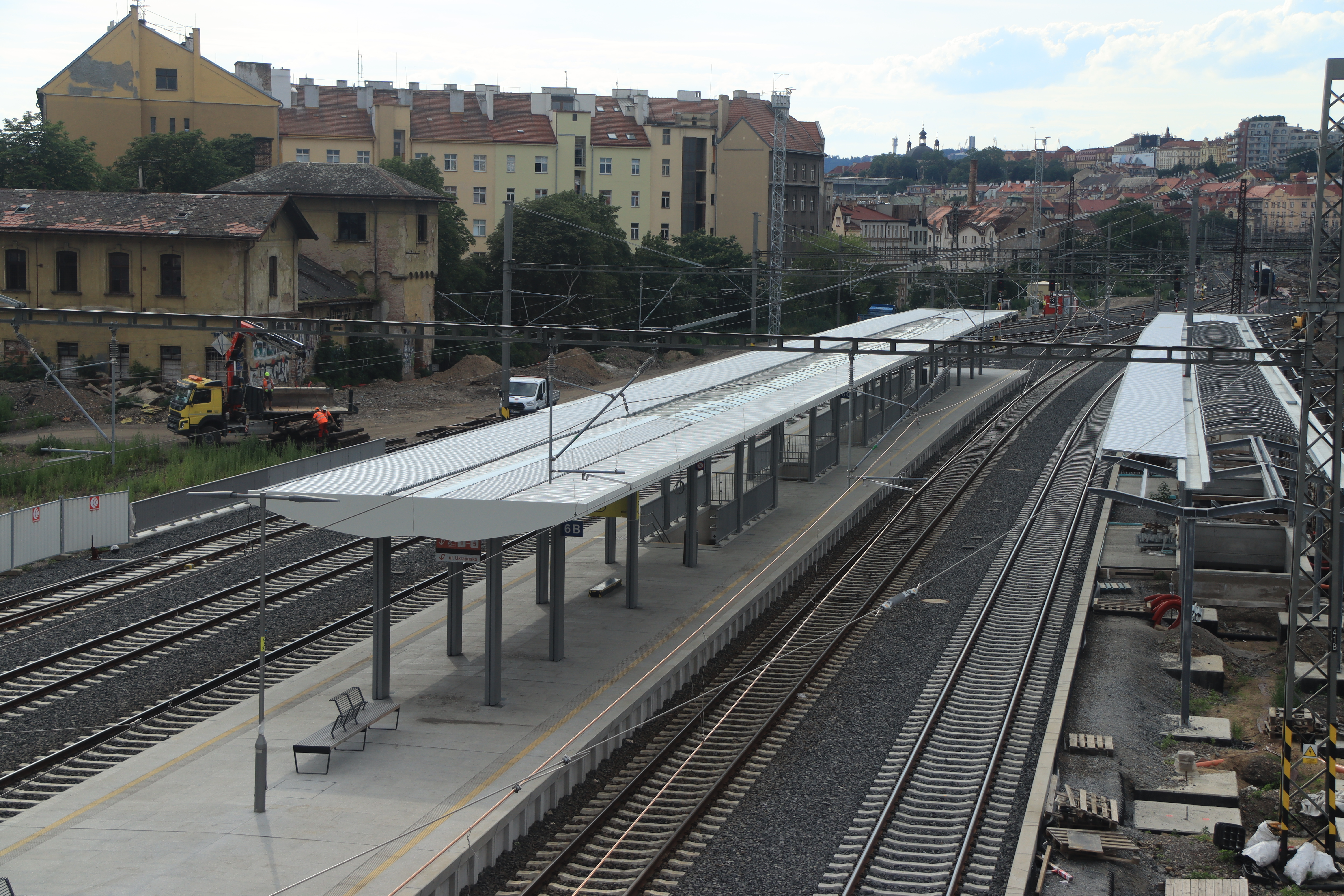
Revitalizace nástupišť v roce 2020, vlevo domy v Nuslích
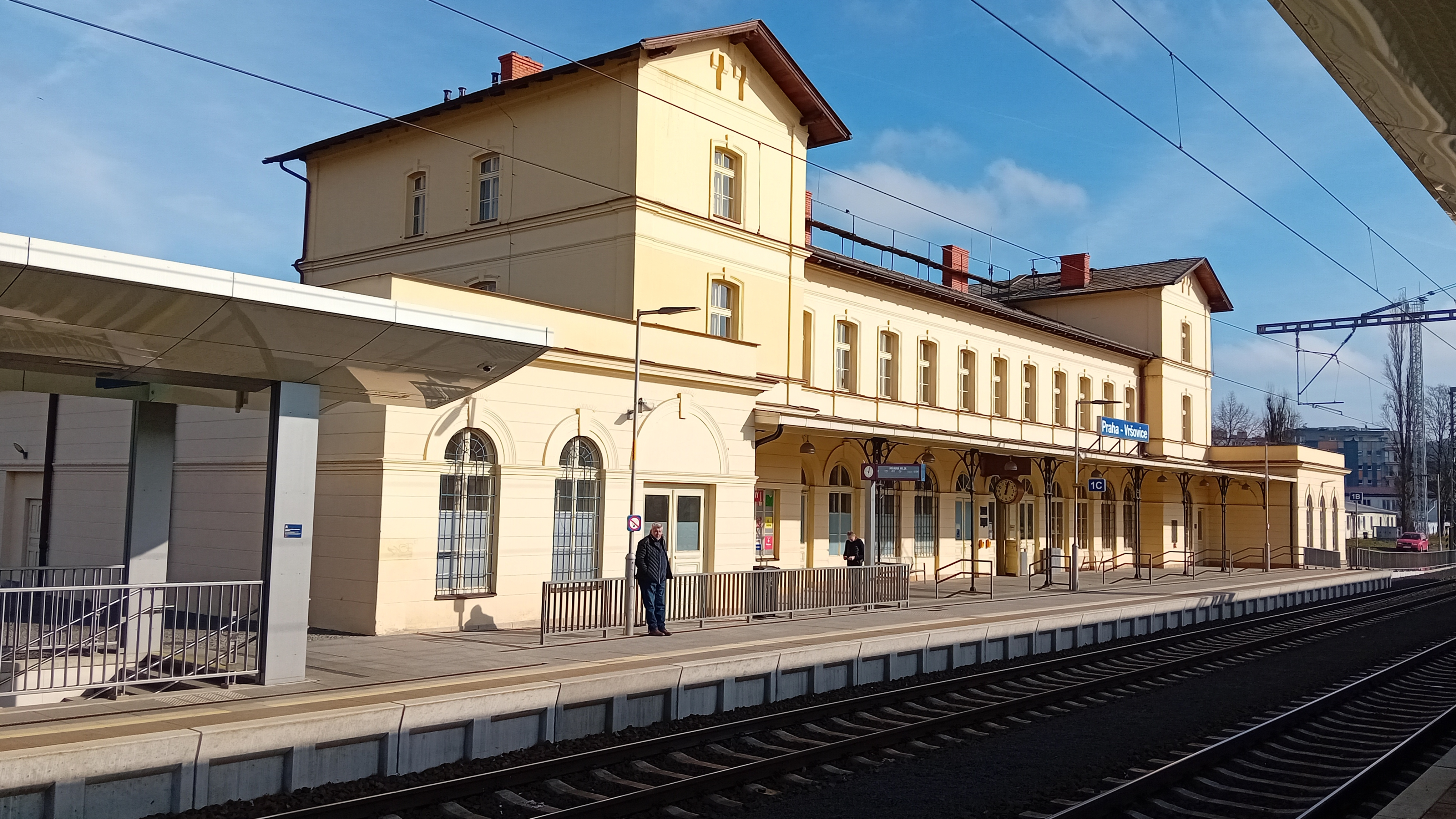
Stav po rekonstrukci